# Chlorocorini
Tribu
Les Chlorocorini sont une tribu d'insectes appartenant au sous-ordre des hétéroptères (punaises) et à la famille des Pentatomidae.

## Systématique
La tribu des Chlorocorini a été créée en 2018 par David A. Rider (d), Caroline Greve (d), Cristiano Feldens Schwertner (d) et Jocélia Grazia (d).

## Description

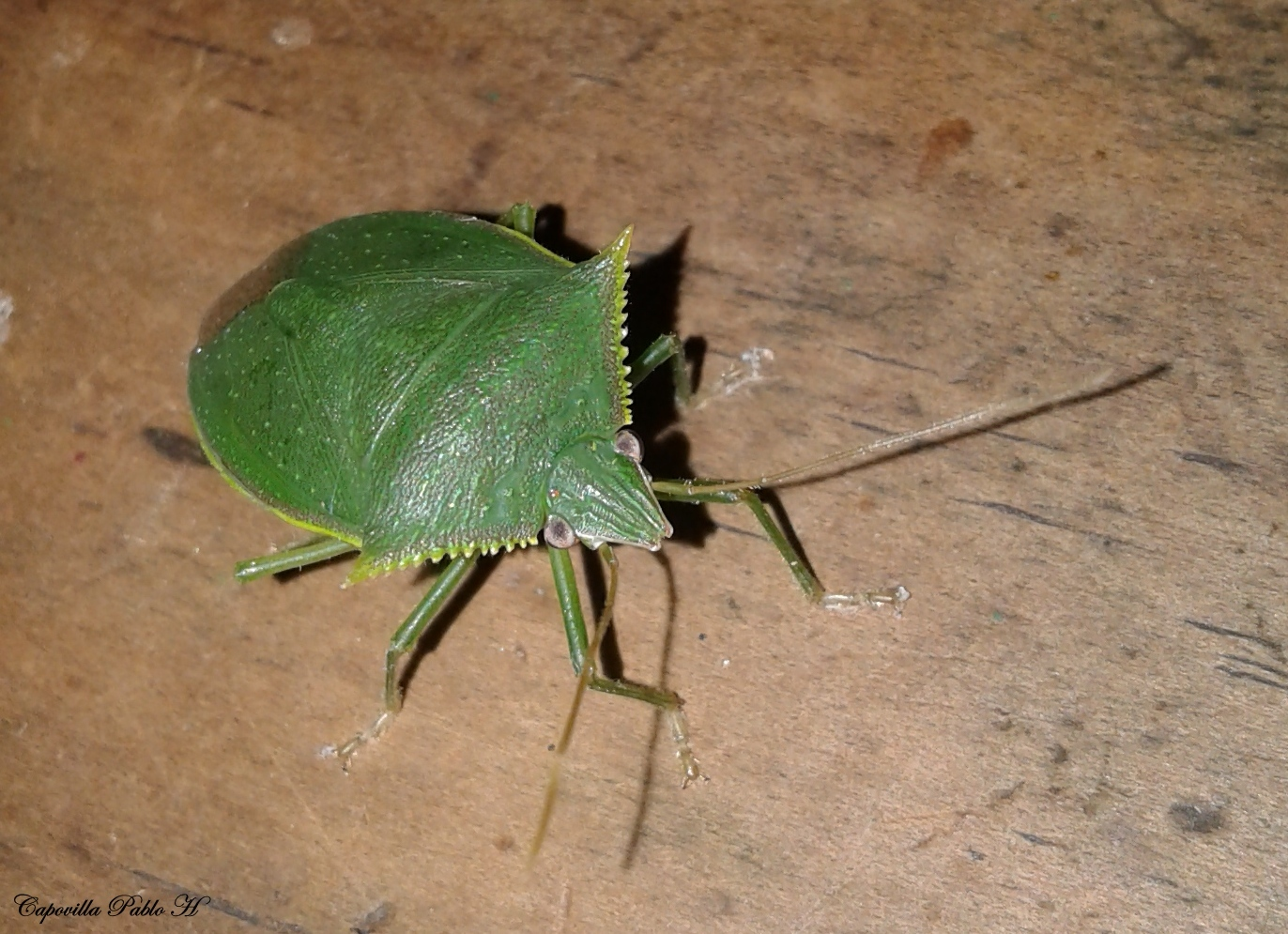
Loxa sp.

Les membres de cette tribu sont de taille moyenne à grande pour des Pentatomidés. Ils sont généralement verts avec un corps relativement plat. La tête est souvent de forme triangulaire avec l'extrémité des jugas pointus. Les angles huméraux sont épineux, bordés de petites denticules. Les tarses sont formés de trois segments.

## Distribution
Les espèces de cette tribu se trouvent en Amérique.

## Classification
La tribu des Chlorocorini est décrite pour la première fois par les entomologistes Rider, Greve, Schwertner et Grazia en 2018. Les auteurs y regroupent huit genres précédemment classés dans les Pentatomini : Arvelius, Chlorocoris, Chloropepla, Eludocoris, Fecelia, Loxa, Mayrinia et Rhyncholetpa. La monophylie de la tribu est basée sur des caractères morphologiques tel que : une tête triangulaire, des anges huméraux pointus et bordés de denticules ou une épine présente sur l’extrémité des fémurs (sauf chez Chlorocoris).
Cependant, en 2021, une étude phylogénétique, combinant des traits morphologiques et moléculaires, ne démontre pas la monophylie de la tribu tel qu'établie en 2018. Les auteurs proposent alors de déplacer le genre Arvelius dans la tribu des Pentatomini et de laisser le genre Eludocoris sans placement tribal car le placement de ce genre est inconsistant dans les analyses. Toutefois, sur BioLib et en 2022, le genre Arvelius est toujours mentionné dans la tribu des Chlorocorini.

## Liste des genres
Selon Bruno Genevcius (d) et al., 2021, la tribu des Chlorocorini comporte six genres et 59 espèces :
- Chlorocoris Spinola, 1837
- Chloropepla Stål, 1867
- Fecelia Stål, 1872
- Loxa Amyot & Audinet-Serville, 1843
- Mayrinia Horváth, 1925
- Rhyncholetpa Bergroth, 1911

## Publication originale
- (en) Rider, D.A., Schwertner, C.F., Davidová-Vilímová, J., Rédei, D., Kment, P. & Thomas, D.B, « Higher systematics of the Pentatomoidea », dans J. E. McPherson (ed.), Invasive Stink Bugs and Related Species (Pentatomoidea): Biology, Higher Systematics, Semiochemistry, and Management, Boca Raton, FL, CRC Press. Taylor & Francis group, 2018 (ISBN 9781498715089), p. 25-204